# Господарський суд Харківської області
Господарський суд Харківської області — місцевий спеціалізований господарський суд першої інстанції, розташований у місті Харкові, юрисдикція якого поширюється на Харківську область.

## Компетенція
Місцевий господарський суд керуються при здійсненні судочинства Господарським процесуальним кодексом України. Він розглядає господарські справи, тобто ті, що виникають у зв'язку із здійсненням господарської діяльності юридичними особами та фізичними особами-підприємцями. Це, зокрема, справи про стягнення заборгованості за договорами, про чинність договорів, про відшкодування шкоди, про банкрутство, про захист права власності, корпоративні спори та ін.
Господарський суд розглядає справу, як правило, за місцезнаходженням відповідача, тобто якщо офіційна адреса відповідача зареєстрована на території юрисдикції цього суду.

## Структура
Суд очолює його голова, який має двох заступників. Правосуддя здійснюють 40 суддів, що розподілені за спеціалізацією на дві колегії: з розгляду справ про банкрутство та всі інші.
Організаційне забезпечення діяльності господарського суду здійснює апарат суду, очолюваний керівником апарату, який має заступників.
До патронатної служби входять помічники суддів.
Відділи:
- фінансово-економічний
- державних закупівель та матеріально-технічного забезпечення
- організаційно-аналітичний
- управління персоналом
- статистики та інформаційних технологій
- документального забезпечення та контролю (канцелярія)
- служба судових розпорядників
- бібліотека[1].

## Керівництво
Голова суду — Усатий Віталій Олександрович
 Заступник голови суду — Новікова Наталія Анатоліївна
 Керівник апарату — Поляков Олександр Володимирович.

## Реорганізація
25 червня 2018 року на виконання Указу Президента України «Про ліквідацію місцевих господарських судів та утворення окружних господарських судів» № 453/2017 від 29.12.2017 р. Харківський окружний господарський суд зареєстровано як юридичну особу. Новоутворена судова установа почне свою роботу з дня, визначеного в окремому повідомленні.

## Пошкодження під час війни
28 жовтня 2024 російські війська атакували центральну частину Харкова авіаційними бомбами КАБ-500. Одна з них влучила у Будинок державної промисловості, а саме, в один з під'їздів, де розташовується господарський суд. Пошкоджено кабінет судді.
У звязку з атакою, судові засідання тимчасово скасовані.